# Rajd Grecji 2005

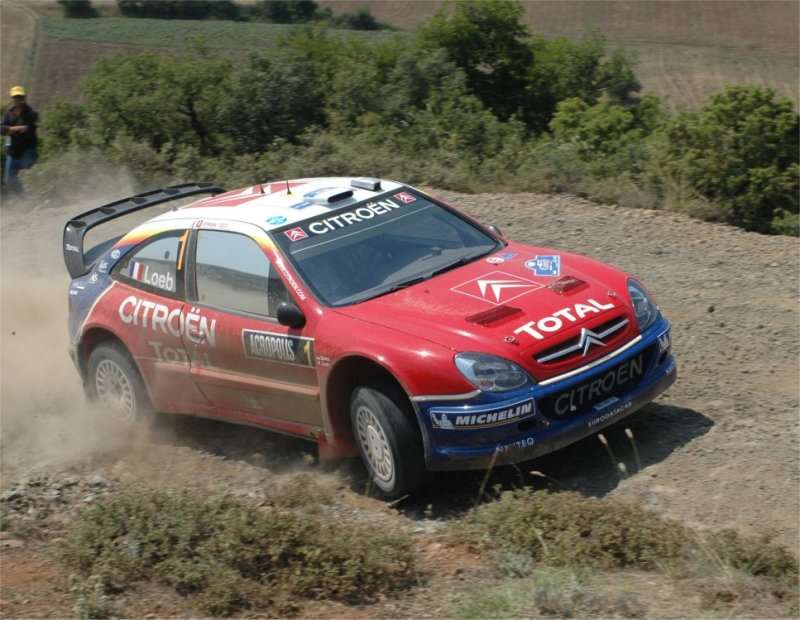
Sébastien Loeb podczas rajdu

Rezultaty Rajdu Grecji w 2005 roku:

## Klasyfikacja końcowa (punktujący zawodnicy)
| lp. | zawodnik          | pilot             | samochód              | czas      | różnica | grupa | pkt. |
| --- | ----------------- | ----------------- | --------------------- | --------- | ------- | ----- | ---- |
| 1   | Sébastien Loeb    | Daniel Elena      | Citroën Xsara WRC     | 4:12.53,7 | 0.0     | A8 M  | 10   |
| 2.  | Toni Gardemeister | Jakke Honkanen    | Ford Focus WRC        | 4:14.29,9 | +1.36,2 | A8 M  | 8    |
| 3.  | Carlos Sainz      | Marc Martí        | Citroën Xsara WRC     | 4:15.04,8 | +2.11,1 | A8 M  | 6    |
| 4.  | Marcus Grönholm   | Timo Rautiainen   | Peugeot 307 WRC       | 4:15.50,1 | +2.56,4 | A8 M  | 5    |
| 5.  | Mikko Hirvonen    | Jarmo Lehtinen    | Ford Focus WRC        | 4:16.06,9 | +3.13,2 | A8 M  | 4    |
| 6.  | Harri Rovanperä   | Risto Pietiläinen | Mitsubishi Lancer WRC | 4:16.38,1 | +3.44,4 | A8    | 3    |
| 7.  | Gigi Galli        | Guido D’Amore     | Mitsubishi Lancer WRC | 4:18.13,3 | +5.19,6 | A8 M  | 2    |
| 8.  | Markko Märtin     | Michael Park      | Peugeot 307 WRC       | 4:18.31,2 | +5.37,5 | A8 M  | 1    |
| 9.  | Petter Solberg    | Phil Mills        | Subaru Impreza WRC    | 4:18.56,7 | +6.03,0 | A8 M  |      |
| 10. | Xavier Pons       | Carlos del Barrio | Citroën Xsara WRC     | 4:21.57,1 | +9.03,4 | A8    |      |

1. ↑  Litera M przy oznaczeniu grupy do której należy samochód oznacza, iż tylko ci kierowcy zdobywali punkty dla swoich zespołów liczonych w klasyfikacji producentów na koniec sezonu.

## Zwycięzcy odcinków specjalnych
| Numer | Nazwa                  | Zwycięzca                     |
| ----- | ---------------------- | ----------------------------- |
| OS1   | Athens Olympic Stadium | S. LOEB / D. ELENA            |
| OS2   | Eleftherhori 1         | M. GRÖNHOLM / M. RAUTIAINEN   |
| OS3   | Rengini 1              | M. HIRVONEN / J. LEHTINEN     |
| OS4   | Elatia – Zeli 1        | S. LOEB / D. ELENA            |
| OS5   | Eleftherhori 2         | M. GRÖNHOLM / T. RAUTIAINEN   |
| OS6   | Rengini 2              | C. SAINZ / M. MARTI           |
| OS7   | Elatia – Zeli 2        | S. LOEB / D. ELENA            |
| OS8   | Koumaritsi 1           | S. LOEB / D. ELENA            |
| OS9   | Pavliani 1             | S. LOEB / D. ELENA            |
| OS10  | Stromi 1               | S. LOEB / D. ELENA            |
| OS11  | Amfissa 1              | S. LOEB / D. ELENA            |
| OS12  | Koumaritsi 2           | S. LOEB / D. ELENA            |
| OS13  | Pavliani 2             | S. LOEB / D. ELENA            |
| OS14  | Stromi 2               | S. LOEB / D. ELENA            |
| OS15  | Amfissa 2              | S. LOEB / D. ELENA            |
| OS16  | Dikastro               | T. GARDEMEISTER / J. HONKANEN |
| OS17  | Grammeni               | S. LOEB / D. ELENA            |
| OS18  | Pyrgos                 | M. HIRVONEN / J. LEHTINEN     |
| OS19  | Perivoli               | M. HIRVONEN / J. LEHTINEN     |

## Klasyfikacja po 8 rundach
Tabele przedstawiają tylko pięć pierwszych miejsc.

### Kierowcy
| Lp. | Kierowca          | Pkt |
| --- | ----------------- | --- |
| 1   | Sébastien Loeb    | 65  |
| 2   | Petter Solberg    | 42  |
| 3   | Toni Gardemeister | 39  |
| 4   | Markko Märtin     | 39  |
| 5   | Marcus Grönholm   | 37  |

### Producenci
| Lp. | Producent                | Pkt |
| --- | ------------------------ | --- |
| 1   | Citroën Total            | 84  |
| 2   | Malboro Peugeot Total    | 79  |
| 3   | BP Ford World Rally Team | 57  |
| 4   | Subaru World Rally Team  | 47  |
| 5   | Mitsubishi Motors        | 37  |